# Norrön
norrön oder norrøn [nɔrˈrøːn] (altnordisch norðrænn, norrænn „nördlich, von Norden“ > isländisch norrænn, färöisch norrønur „alt(west)nordisch, skandinavisch“; dänisch, norwegisch norrøn, schwedisch norrön „alt[west]nordisch“) hat folgende Bedeutungen:
- norræna (isl.), norröna (schw.), norrønt (dän., norw., fär.) ist die altnordische Sprache, das Norröne.
- norrön bezieht sich so auf eine bestimmte Sprachstufe. Die altnordische Literatur wird daher auch als norröne Literatur bezeichnet. Insbesondere bezieht sich das auf den Kulturraum Island, Norwegen und Färöer und die Nordische Mythologie (auch norröne Mythologie). Man unterscheidet beispielsweise im Norwegischen zwischen älterer norröner Zeit (700–1050) vor der Christianisierung (vgl. Wikingerzeit) und jüngerer norröner Zeit (1050–1350), auch klassisch-norröne Zeit genannt. Siehe auch Ältere Skandinavistik.
- Im Isländischen und Färöischen wird norrænn bzw. norrønur auch allgemein für „nordisch, skandinavisch“ verwendet, hat also die altnordische Bedeutung „nördlich, von Norden“ in Bezug auf kulturelle Begriffe beibehalten.

Hiervon abgeleitet sind:
- Die Norrøna, die Fachzeitschrift der deutschen Skandinavistik bzw. Nordistik, die sich mit Themen zu Kultur, Geschichte und Politik der nordischen Länder auseinandersetzt. Die Norrøna erscheint zweimal im Jahr und hat einen thematischen Schwerpunkt, feste und wechselnde Rubriken, wie einem Rezensionsteil zu aktueller skandinavischer Literatur. Die Autoren sind Studierende, Absolventen oder Lehrende der Skandinavistik bzw. Nordistik und anderer Studienfächer.
- Der Name der färöischen Fähre Norröna.
- Der norwegische Sportartikelhersteller Norrøna.